# Relations entre le Chili et Israël
Les relations entre le Chili et Israël sont les relations bilatérales et diplomatiques entre la république du Chili et l'État d'Israël. Les deux pays sont membres des Nations unies.
Le Chili a reconnu l'indépendance d'Israël en février 1949. Les deux pays ont établi des relations diplomatiques le 16 mai 1950, Israël envoyant son premier ambassadeur à cette date et le Chili envoyant son premier ambassadeur le 16 juin 1952. Le Chili a une ambassade à Tel Aviv et Israël a une ambassade à Santiago. 

## Chronologie des relations
Israël se rapproche du Chili après la guerre du Kippour, qui a poussé de nombreux pays africains à rompre leurs relations diplomatiques avec l'État hébreu, sous pression des pays arabes. L'Amérique du Sud, dont la plupart des gouvernements sont alors favorables aux États-Unis, devient une zone d'influence intéressante à conquérir pour Israël.
En 1976, le chef d'État chilien Augusto Pinochet, dont le pays est sous embargo en raison de la violation des droits humains par son gouvernement, voit dans un rapprochement avec Israël un moyen d'importer des armes sans remplir de condition politique.  
Ces relations militaires et commerciales continuent de se développer depuis la fin du dernier mandat de Pinochet en 1990.

## Domaines de coopération

### Coopération militaire
De 1975 à 1988, Israël vend au Chili des systèmes radars, des missiles air-air, du matériel naval et des systèmes aéronautiques et antimissiles.
En 2018, les armées israélienne et chilienne signent de nouveaux accords de coopération en matière de formation militaire et d’entraînement, de commandement et de méthodes d’entraînement.

## Question palestinienne
Le Chili abrite la plus importante communauté palestinienne en dehors du Moyen-Orient, forte d'environ 500 000 personnes. Majoritairement chrétiens, les Palestiniens du Chili sont arrivés à partir du milieu du XIXe siècle. Ils possèdent depuis les années 1950 une influence importante sur l'économie et la politique du pays — en 2013, 10% des sénateurs chiliens sont d'origine palestinienne —, qui se manifeste dans la politique chilienne à propos du conflit israélo-palestinien.
En janvier 2011, le gouvernement chilien de Sebastian Pinera reconnaît la Palestine comme État « libre et indépendant ».
En été 2014, pendant l'offensive israélienne dans la bande de Gaza, d'importantes manifestations ont lieu à Santiago pour exiger de la présidente chilienne Michelle Bachelet la rupture des relations diplomatiques avec Israël et l'expulsion de ses ressortissants. Le gouvernement chilien annonce l'envoi de 150 000 dollars et de médicaments aux organismes de l'ONU s'occupant des réfugiés palestiniens.
En juin 2019, le président chilien Sebastián Piñera (élu pour un deuxième mandat après Michelle Bachelet en 2018) se rend sur l'esplanade des Mosquées à Jérusalem, accompagné de représentants palestiniens, s'attirant des protestations du gouvernement israélien.